# Cleome moritziana
Cleome moritziana là một loài thực vật có hoa trong họ Màng màng. Loài này được Klotzsch ex Eichler mô tả khoa học đầu tiên năm 1865.